# جون نيلسون (لاعب كرة قاعدة)
جون نيلسون (بالإنجليزية: John Nelson)‏ هو لاعب كرة قاعدة أمريكي، ولد في 3 مارس 1979 في دينتون في الولايات المتحدة.

## وصلات خارجية
- جون نيلسون على موقعبيزبول رفرنس.كوم (الدوري الرئيسي) (الإنجليزية)
- جون نيلسون على موقعبيزبول رفرنس.كوم (الدوري الثانوي) (الإنجليزية)